# 佩尔讷
佩尔讷（法語：Pernes，法語發音：[pɛʁn]）是法国上法蘭西大區加来海峡省的一个市镇，属于阿拉斯区。

## 地理
佩尔讷（50°29'3"N, 2°24'38"E）面积4.58 平方千米，位于法国上法蘭西大區加来海峡省，该省份为法国北部沿海省份，西北濒北海，南至索姆省，东临北部省。
与佩尔讷接壤的市镇（或旧市镇、城区）包括：欧梅尔瓦勒、康布兰沙特兰、弗洛兰盖姆、马雷、普雷西、萨尚。
佩尔讷的时区为UTC+01:00、UTC+02:00（夏令时）。

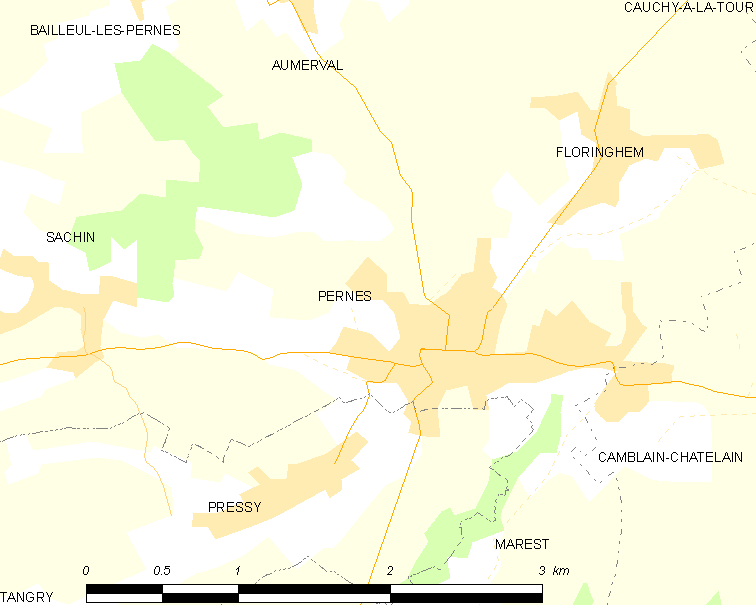
佩尔讷的OSM定位图

## 行政
佩尔讷的邮政编码为62550，INSEE市镇编码为62652。

## 政治
佩尔讷所属的省级选区为泰努瓦斯河畔圣波勒县。

## 人口

1962-2008年间佩尔讷人口变化图示

佩尔讷于2022年1月1日时的人口数量为1586人。